# KZ-Außenlager Düsseldorf
Das KZ-Außenlager Düsseldorf des KZ Buchenwald war ein Konzentrationslager, das zwischen 1942 und 1945 bestand. Es umfasste mehrere Standorte, darunter Berta I, Berta II, Rather Straße, Schlüterstraße, Kirchfeldstraße und Grafental. Die Häftlinge wurden zur Zwangsarbeit in der lokalen Rüstungsindustrie eingesetzt.
Die Errichtung des KZ-Außenlagers Düsseldorf war eng mit der Entwicklung der lokalen Industrie verknüpft. Mit der verstärkten Aufrüstung der Wehrmacht nahm die Rüstungsproduktion in Düsseldorf erheblich zu. Die SS setzte KZ-Häftlinge als Zwangsarbeiter ein, um die Produktionsleistung zu steigern und die Kriegswirtschaft zu unterstützen.
Während des Zweiten Weltkriegs betrieb das NS-Regime in Düsseldorf ein Außenlager, das zum System der Konzentrationslager gehörte. Dieses Lager bestand aus fünf Standorten, die den Hauptlagern Buchenwald und Sachsenhausen zugeordnet waren. Die Inhaftierten mussten in verschiedenen Industriebetrieben Zwangsarbeit leisten. Die Bedingungen im Lager waren unmenschlich – Mangelernährung, Krankheiten und Erschöpfung forderten zahlreiche Todesopfer.
Die Stadt Düsseldorf hat im Rahmen der Erinnerungskultur verschiedene Initiativen ins Leben gerufen, um das Gedenken an die Opfer zu bewahren und sicherzustellen, dass die Geschichte des Lagers nicht in Vergessenheit gerät.

## Bedeutende Standorte und ihre Funktionen
Die einzelnen Standorte des KZ-Außenlagers Düsseldorf erfüllten unterschiedliche Zwecke. Die größten Lager, Berta I und Berta II, standen unter der Verwaltung der Rheinmetall-Borsig AG. Die Lager in der Rather Straße und Schlüterstraße wurden von der Deutschen Erd- und Steinwerke GmbH betrieben, während die Standorte Kirchfeldstraße und Grafental mit verschiedenen lokalen Unternehmen verbunden waren.
Die Gefangenen wurden gezwungen, unter unmenschlichen Bedingungen in der Rüstungsindustrie zu arbeiten. Hunger, Krankheiten und Gewalt forderten zahlreiche Opfer, viele Häftlinge überlebten die schweren Lebens- und Arbeitsbedingungen nicht.